# Biedrzeniec mniejszy
Biedrzeniec mniejszy (Pimpinella saxifraga) – gatunek rośliny z rodziny selerowatych. Występuje niemal w całej Europie oraz w północnej i południowo-zachodniej części Azji. W Polsce jest pospolity.

## Rozmieszczenie geograficzne
Rośnie niemal w całej Europie z wyjątkiem zachodnich i południowych krańców – Islandii, Portugalii i większości wysp na Morzu Śródziemnym. W Azji rośnie w rejonie Kaukazu, Azji Mniejszej, w Iraku i Iranie, w Kazachstanie oraz w zachodniej i środkowej Syberii. Jako gatunek introdukowany obecny jest w Ameryce Północnej – w Kanadzie i północnej części Stanów Zjednoczonych, poza tym także na Dalekim Wschodzie. W Polsce gatunek jest pospolity na całym obszarze, włącznie z górami (w Tatrach sięga do 1530 m n.p.m.).

## Morfologia

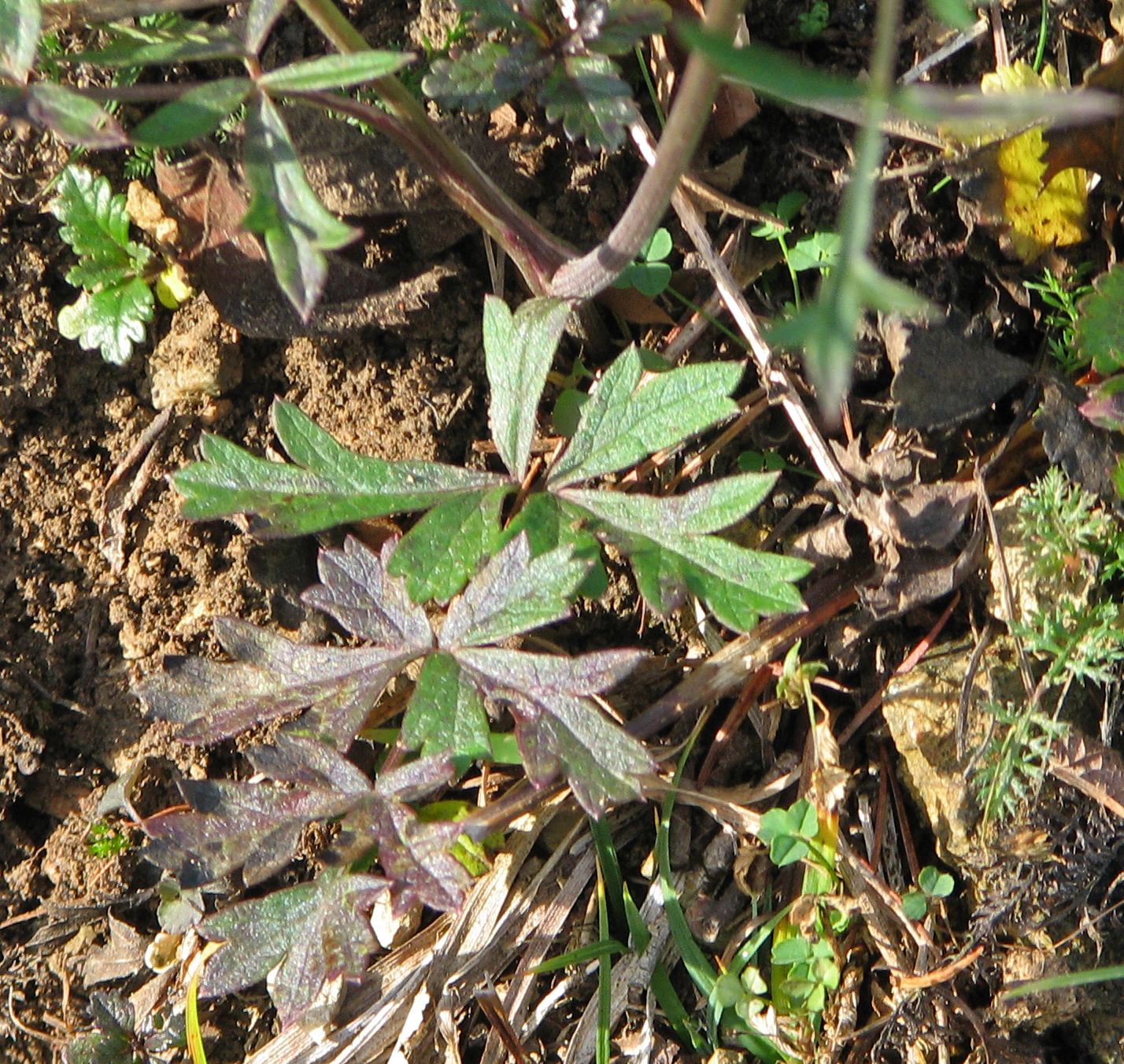
Liść

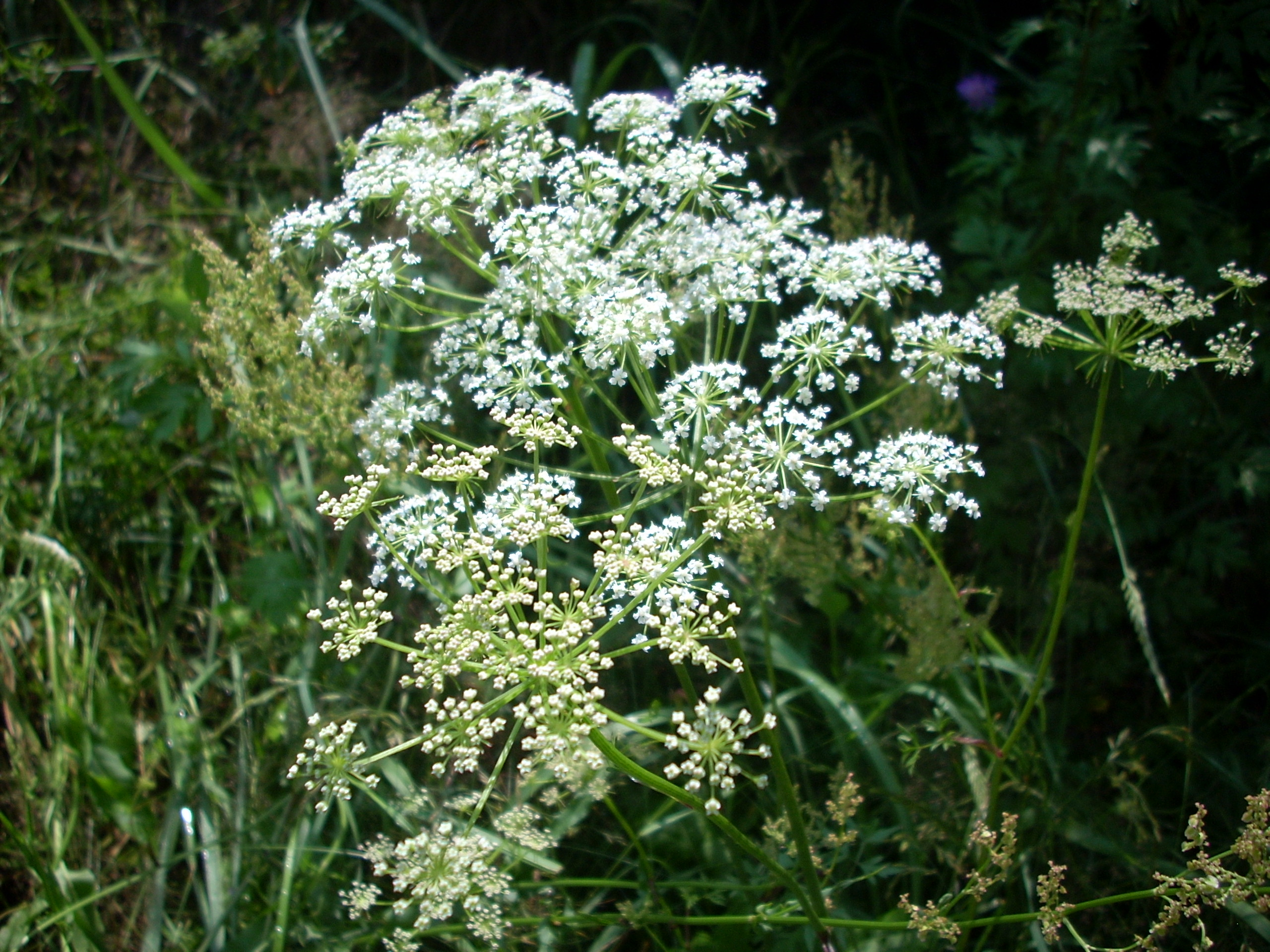
Kwiatostan biedrzeńca mniejszego

PokrójRoślina zielna z wrzecionowatym korzeniem, w szyi korzeniowej z pozostałościami zeschłych liści. Łodyga wzniesiona, osiąga zwykle wysokość 15–50 cm, w górze bezlistna albo niemal bezlistna, rozgałęziająca się. Łodyga jest zwykle słabo i luźno owłosiona, czasem naga (u subsp. nigra dolna część łodygi jest silnie owłosiona), na przekroju obła, wzdłuż kreskowana.
LiściePrzeważnie pojedynczo-pierzaste, czasami tylko podwójnie-pierzaste (wyróżniana jest też odmiana dissecta o odcinkach II rzędu pociętych na wąskie łatki). Liście składają się zwykle z 3–6 par listków. Liście odziomkowe o odcinkach jajowatych lub okrągławych, nierówno ząbkowanych, siedzących. Liście łodygowe o odcinkach pierzastodzielnych i równowąskich (najwyższe mają blaszki silnie zredukowane).
KwiatyZebrane w baldaszki, które w liczbie 6–21 tworzą baldach złożony. Jego szypuły są nagie (zazwyczaj), pokryw i pokrywek zwykle brak, ewentualnie występują jako drobne i nieliczne listki. Słupki o szyjkach ok. 1 mm długości, krótszych od zalążni. Kwiaty są drobne, o płatkach korony długości 1 mm, przeważnie białych, czasami żółtawych lub różowych.
OwoceRozłupnie rozpadające się na dwie, nagie i jajowate rozłupki o długości do 2,5 mm i szerokości do 2 mm. Rozłupki są zaokrąglone na przekroju ze słabo widocznymi żebrami.

## Biologia i ekologia
Bylina, hemikryptofit. Siedlisko: przydroża, suche zbocza, wrzosowiska, świetliste lasy sosnowe. Przeważnie na suchych i jałowych glebach. Roślina ciepłolubna. Roślina przedprątna, kwitnie od czerwca do września, zapylana jest przez owady.

## Zmienność
Wyróżniane są trzy podgatunki:
- Pimpinella saxifraga subsp. nigra (Mill.) Gaudin (≡ P. nigra Mill. – biedrzeniec czarny) – rośliny osiągające 40–75 cm wysokości; łodyga do pierwszego rozgałęzienia gęsto, kosmato owłosiona, także listki z obu stron gęsto owłosione; baldachy z 14–24 baldaszkami, korzeń niebieszczejący po przełamaniu[6]; w Polsce rośnie na północy[6] i w górach[5];
- Pimpinella saxifraga subsp. rupestris Weide
- Pimpinella saxifraga subsp. saxifraga – podgatunek nominatywny

Poza tym gatunek wyróżnia się dużą zmiennością morfologiczną, zwłaszcza ze względu na stopień podzielenia i nacinania listków.

## Zastosowanie
- Roślina lecznicza:
  - Surowiec zielarski: kłącze i korzenie (Radix Pimpinellae). Wykopuje się je albo na wiosnę, albo na jesieni. Po wysuszeniu bezwzględnie powinny być przechowywane w szczelnie zamkniętych pojemnikach. Zawiera on m.in. olejek eteryczny  ok. 0,5% (m.in. azulen, estry epoksyizoeugenolu o swoistym i niezbyt miłym zapachu), furanokumaryny (m.in. pimpinelina, bergapten), pochodne kumaryny (m.in. umbeliferon) trójterpeny, kwasy wielofenolowe (m.in. kwas chlorogenowy) i sporo garbników[8]. Podobne własności lecznicze mają również kłącza i korzenie biedrzeńca wielkiego.
  - Działanie: kłącze i korzenie biedrzeńca są środkiem wykrztuśnym oraz rozkurczowym. Zaleca się je w astmie, schorzeniach górnych dróg oddechowych, ale także przy wzdęciach, biegunce, bólach żołądka spowodowanych przejedzeniem. Poza tym używa się go w zapaleniu pęcherza moczowego, kamicy moczowej i dnie. Jako lekarstwo stosowane do wewnątrz używa się odwar z połowy łyżeczki do herbaty drobno pokruszonych korzeni, które zalewa się 1 szklanką wody i gotuje pod przykryciem przez 5 minut od momentu zawrzenia. Odwar ten pije się w niewielkich dawkach, po 1–2 łyżek stołowych dwa razy dziennie. Dawkowania należy przestrzegać bardzo ściśle, bowiem zbyt duże ilości leku bardzo niekorzystnie wpływają na nerki. Tego samego odwaru używa się także i zewnętrznie, do przemywań gardła i skóry w ich stanach zapalnych.

Roślina ta ma zapach ostry, przenikający; korzeń jej wrzecionowaty, zewnątrz żółty, wewnątrz biały, świeży mocno kozłem trąci; pełen błękitnego soku, żuty wzbudza mocne palenie w gębie, ma własności rozrzedzające i wzmacniające, w chorobach piersi i żołądka wielce pomocne. Wieśniacy używają mocnego odwaru z pomyślnym skutkiem przeciw febrze zimnej. Korzenie i ziele w wodzie gotowane, osłodzone miodem, służą do płukania w zapaleniach gardła; korzeń moczony w gorzałce udziela jej koloru pięknego niebieskiego. Biedrzeniec jest ulubioną i zdrową, i mleko sporzącą paszą dla bydląt.